# Boztepe (Ordu)
Boztepe ist ein Dorf am nahe gelegenen Berg gleichen Namens im Landkreis Altınordu der türkischen Provinz Ordu in der Schwarzmeerregion. Seit der Gebietsreform von 2014 ist es kein Köy mehr, sondern ein Ortsteil der Gemeinde Altınordu.

## Geographie
Boztepe liegt etwa 200 m über dem Meeresspiegel am Nordhang des Berges Boztepe.